# Tamthog Rinpoce
Tamthog Rinpoce (Othog, 1951) è un monaco buddhista tibetano.

## La vita
Nacque nel 1951 a Othog, nella provincia di Lithag, nel Tibet orientale.
All'età di sei anni venne visitato e analizzato da una delegazione di lama e monaci, che interpretarono una serie segni e doti particolari come prove che fosse la reincarnazione del XII Thamthog, khenpo e guida spirituale dei tre monasteri di Yondru, Othog e Choyu, nei quali studiavano più di tremila monaci. Il suo riconoscimento, oltre che da numerosi lama ed eremiti, fu confermato dal XIV Dalai Lama e da Trijang Rinpoce, il suo maestro più giovane.
Entrato in tenera età al Monastero di Sera, si dedicò ai tradizionali studi del Dharma del Tibet fino al 1959, quando si trasferì in India per sfuggire all'invasione cinese, completando la propria formazione sotto gli insegnamenti del XIV Dalai Lama, Song Rinpoce e Ghesce Tenzin Gonpo, oltre che di altri autorevoli lama, terminando il proprio percorso formativo nel 1982, nel Monastero di Sera ricostruito nel sud del subcontinente indiano, ottenendo il titolo di ghesce lharampa. In seguito entrò nel monastero tantrico di Ghiumè per approfondire le sue conoscenze tantriche, ricevendo l'intera trasmissione degli insegnamenti sui Sutra e i Tantra. 
Nel 1987 si trasferì a Milano, presso l'Istituto Studi di Buddhismo Tibetano Ghe Pel Ling, assumendo la guida spirituale di centri sparsi in Europa, Canada, Stati Uniti d'America e Giappone, tornando negli anni periodicamente in Tibet per dedicarsi ai praticanti ivi rimasti, visitando molti monasteri e villaggi, dando insegnamenti, iniziazioni, commentari, trasmissioni orali a masse di migliaia di discepoli.
Nell'agosto 2009 fu nominato dal XIV Dalai Lama khenpo del Monastero di Namgyal, che occupava tutta un'ala del Palazzo del Potala a Lhasa, mentre attualmente si trova a Dharamsala, di fronte alla residenza del Dalai Lama, e funge da sede dei suoi insegnamenti e residenza di centinaia di monaci di tutte le scuole del Buddhismo tibetano.